# Riofrío
Riofrío – gmina w Hiszpanii, w prowincji Ávila, w Kastylii i León, o powierzchni 65,53 km². W 2011 roku gmina liczyła 247 mieszkańców.